# Белый Клык (фильм, 1946)
«Белый Клык» — советский чёрно-белый художественный фильм, поставленный на киностудии научно-популярных фильмов в 1946 году режиссёром Александром Згуриди по мотивам одноимённого произведения Джека Лондона. В центре сюжета — история волка-полукровки по кличке Белый Клык. Родившийся в лесу, он попал к людям и был натаскан как бойцовая собака. Его, израненного в схватке, спас горный инженер Уидон Скотт, который терпением и добрым обращением воспитал в нём друга.
Картина стала режиссёрским дебютом Александра Згуриди в игровом кинематографе: до этого он снимал лишь научно-популярное кино. Премьера состоялась 11 сентября 1946 года. Картина получила в целом положительные отзывы критики. Фильм находится в собрании фильмов «Госфильмофонда» СССР.

## Сюжет
Историю Белого Клыка рассказывает своей жене Алисе горный инженер Уидон Скотт, вспоминая свою жизнь на Аляске. Во время перехода собачьей упряжки по снежным просторам Юкона он чуть не погиб, едва отбившись от нападения стаи волков. Белый Клык родился в помёте волка и вожака стаи, одичавшей ездовой собаки. Волчонок растёт, познаёт мир. Мать и отец защищают его от опасностей, спасая логово от нападения рыси. Во время бури и ливня вся семья гибнет в потоке воды и в живых чудом остается волчонок. После странствий по лесу и реке щенка подбирает индейский мальчик.
В индейском поселении волчонка приручают и дают имя Белый Клык. В конце концов он попадает в посёлок золотоискателей к Красавчику Смиту, который суровыми побоями натаскивает его как бойцовую собаку. Клыку приходится встретиться с достойным противником — бульдогом. В жестоком и равном поединке бульдог уже одерживает верх, он добирается до горла Белого Клыка и готов убить противника. В этот момент на арене появляется Уидон Скотт, вмешивается в схватку, освобождает полумёртвого Клыка и выкупает его у хозяина.
Уидон выхаживает раненое животное. Долгое время Клык никого не подпускает к себе. Терпением и лаской Уидон добивается его расположения. Между Клыком и Уидоном возникает настоящая дружба. Однажды ночью к дому Скотта пробирается Красавчик Смит. Мошенник пытается увести Клыка, но тот даёт ему отпор, Скотт и его помощник задерживают Красавчика. Проходит время, и инженеру пора возвращаться домой в Калифорнию. Уидон не собирается забирать с собой пса, Белый Клык чувствует это и переживает. В финале он убегает из дома и находит хозяина на пароходе, отправляющемся в Калифорнию.

## В ролях
- Олег Жаков — Уидон Скотт, горный инженер
- Елена Измайлова — Алиса, его жена
- Лев Свердлин — Мэтт, помощник Уидона
- Павел Плотников — Красавчик Смит
- Осип Абдулов — Тим Кинэн, владелец бульдога
- Золотоискатели:
  - Иван Бобров, Эммануил Геллер, Виктор Латышевский, Пётр Репнин

## Съёмочная группа
- Сценарист, режиссёр — Александр Згуриди
- Операторы:
Борис Волчек (съёмка павильонов)
Глеб Троянский, Виктор Асмус (съёмка натуры)
- Второй оператор — Нина Юрушкина
- Художники — В. Басов, Сергей Козловский, Н. Миронович
- Художник-гримёр — Ф. Евдокимов
- Композитор — Виктор Оранский
- Звукооператор — А. Камионский
- Государственный оркестр Министерства кинематографии СССР[2] (в титрах не указан)
Дирижёр — Давид Блок
- Текст — В. Попова
- Ассистенты:
  - режиссёра — Г. Ельницкая, Александр Сардан[3]
  - по монтажу — Н. Дзугутова
  - оператора — И. Озолина
- Консультант по работе с актёрами — Лев Свердлин
- Научные консультанты — проф. П. А. Мантейфель[4], проф. П. А. Петряев
- Административная группа — Н. Клюквин, В. Ряжский, Р. Рудин

## Создание
Экранизация романа Джека Лондона стала дебютом в игровом кино для Александра Згуриди, известного мастера документального жанра. Задание на подготовку новой картины, экранизации произведения Джека Лондона, он получил в Министерстве кинематографии СССР в 1943 году. 

«Я с детства любил Джека Лондона за его чудесные повести, рассказы, романы о сильных, волевых людях… Но особенно была мне по душе именно повесть «Белый Клык». Не только потому, что она переносила меня на таинственный романтический Север, но и потому, что в ней наряду с чисто лондоновским гимном силе явно прослеживался совсем иной мотив: вера в благородство и достоинство человека, в то, что духовность и бескорыстие займут место грубой жестокости, ненависти, «людоедства», как выразился он сам в статье «Мой взгляд на жизнь».
— Александр Згуриди.
К выбору натуры творческая группа картины приступила в 1944 году. Натурные съёмки было решено провести на Алтае, так как природа края во многом подобна Юкону, где происходило действие повести. Производство картины началось в последние дни Великой Отечественной войны, весной 1945 года, и заняло около полугода. Большинство сцен запечатлено в окрестностях села Чемал, там и поселилась творческая группа картины. Сцены наводнения снимали около Чемальской ГЭС. Сцена, в которой волчонок падает в бурную горную реку, была запечатлена на Катуни. В качестве массовки привлекались местные жители, внешне похожие на североамериканских индейцев. Параллельно с производством «Белого Клыка» прошли съёмки документального фильма Згуриди «Материнская любовь».
Для многочисленных животных, задействованных в картине и привезённых из Москвы, была построена небольшая звероферма. Исполнителей главной роли в картине было трое. Два трёхнедельных волчонка-близнеца, которых нашли в лесу охотники, сыграли роль Белого Клыка в юном возрасте. Один из них был основным исполнителем, второй — дублёром. Роль взрослого Белого Клыка исполнила 4-летняя немецкая овчарка Риджор. Собака была подобрана в одном из служебных питомников за окрас и норов, схожие с волком. Режиссёр специально выбрал животное со сложным характером, чтобы показать в кадре агрессивное поведение Белого Клыка. Съёмочной группе пришлось, как и главному герою фильма, найти взаимопонимание с собакой.
Добиваясь естественного поведения животных в кадре, режиссёр держал волчат в квартире и впервые выпустил их в лес прямо перед съёмками. Волчата знакомились с природой, обитателями леса непосредственно перед камерами. Сцена, в которой маленький Белый Клык падает с обрыва, вполне натуральна, так как волчата (как это бывает и в природе) ещё не были знакомы со страхом высоты. Постановка небольшого эпизода потребовала нескольких дней подготовки для выбора киногеничной возвышенности и подъёма необходимого оборудования.
В прокат картина вышла 11 сентября 1946 года.

## Оценка
Как отмечали специалисты, картину одобрили к производству на волне «союзнической эйфории», когда допустимо стало изображать на экране идеологических противников положительными героями. Перед режиссёром возникли новые задачи. Впервые ему пришлось ставить сцены с участием актёров-людей. Кроме того, детское игровое приключенческое кино в первые послевоенные годы требовало поиска нового киноязыка. Сразу после выхода на экраны картина получила положительные оценки критики. Отмечена была работа режиссёра с животными-актёрами. Замечены критикой были центральные актёрские работы Жакова и Свердлина. В дальнейшем критики замечали, что Згуриди прежде всего режиссёр документального кино, и перенесение в игровое кино приёмов из другого жанра было не всегда оправданно.
Фильм был представлен СССР для участия в конкурсной программе Каннского фестиваля 1946 года. 